# عبد الله ذا بوتشر
لورانس روبرت شريف (وُلِد في 11 يناير 1941)، المعروف في عالم المصارعة باسم عبد الله الجزار، هو مصارع محترف معتزل من كندا. اشتهر بمشاركته في بعض من أكثر مباريات المصارعة عنفًا ودموية في التاريخ. خلال مسيرته، عُرِف بلقب "المجنون من السودان".
واحدة من أبرز سمات شريف هي سلسلة الندوب العميقة على رأسه، شريف هو أيضا فنان قتال هاوٍ ولديه معرفة بالجودو والكاراتيه، وغالبًا ما يدمج هذه المهارات في مبارياته.

## النشأة
وُلد شريف في 11 يناير 1941 في وندسور، أونتاريو، في أسرة فقيرة تتكون من عشرة أفراد. والدته هي أمريكية من أصل أفريقي من ميشيغان، بينما كان والده ينتمي إلى قبيلة بلاك فوت [الإنجليزية] الأمريكية الأصلية. تعلم الكاراتيه والجودو في شبابه ودرَّب الأطفال في الحي. ويُزعم أنه حصل في النهاية على لقب أستاذ كبير من الدرجة السابعة.

## مسيرته الرياضية
لفت شريف انتباه جاك بريتون، مروج المصارعة في مونتريال، وظهر لأول مرة في عالم المصارعة الاحترافية في سن السابعة عشرة عام 1958. بدأ مسيرته في العديد من المناطق المستقلة في كندا، حيث استخدم أسماء مختلفة مثل بوسي كات بيكينز، وكوروي جوجوتسوشي (الساحر الأسود)، وزيلس أمارا. وفي النهاية، ابتكر شخصيته الخاصة السادي العربي الشرير، ليبرز أول مرة أثناء مواجهة مع جينو بريتو (ابن جاك بريتون الحقيقي)، حيث قام بكسر كرسي فوق رأس بريتو وضربه حتى فقد وعيه بساق الكرسي.
بما أن شخصيته كانت تتطلب منه عدم التحدث باللغة الإنجليزية، رغم أنها كانت لغته الأم، فقد عمل مع عدد من المديرين طوال مسيرته، مثل جاري هارت، وبول جونز، وإيدي كريتشمان، وبلاك بارون، وغيرهم. وكان هؤلاء المديرون يظهرون في العروض الترويجية باعتبارهم "مشغلين" مكلفين بالتحكم في المجنون السوداني، بينما كانوا يتحدثون نيابة عنه في المقابلات والعروض. ومع ذلك، فقد تحدث شريف بنفسه باللغة الإنجليزية في بعض العروض الترويجية أثناء تواجده في اليابان.
بسبب سفره المتكرر، كان شريف عادة ما يُعتبر عامل جذب خاص بدلاً من منافس ثابت على البطولة. نتيجة لذلك، لم يتمكن من الفوز ببطولة العالم للوزن الثقيل، على الرغم من فوزه بالعديد من الألقاب الإقليمية خلال مسيرته. فاز بأول بطولة كبرى له في 23 أكتوبر 1967، عندما تعاون مع الدكتور جيري جراهام في هزيمة جون وكارلوس تولوس على ألقاب الفرق الكندية التابعة للتحالف الوطني للمصارعة في فانكوفر.
بعد ذلك، توجه إلى منطقة مونتريال، وفاز ثلاث مرات في بطولة الاتحاد الدولي للمصارعة الدولي للوزن الثقيل بين عامي 1969 و1972، حيث تنافس مع إيفان كولوف وجوني روجو. ثم عمل كأحد أبرز كاسري القواعد في منطقة ستامبيد في كالجاري، حيث فاز ببطولة التحالف الوطني للمصارعة الكندية وحصل على ستة ألقاب في أمريكا الشمالية للوزن الثقيل خلال أوائل السبعينيات. في 24 يونيو 1972، هزم إيرني لاد في أكرون، أوهايو، ليفوز بأول بطولتين للوزن الثقيل في اتحاد المصارعة الوطني.
في عام 1972، شارك في عدة مباريات لصالح اتحاد المصارعة العالمي، وعمل أيضًا لصالح اتحاد مصارعة ستامبيد [الإنجليزية] من عام 1970 إلى عام 1974. وفي منتصف السبعينيات، قدم عروضًا متكررة في منطقة Big-Time Wrestling في ديترويت، ميشيغان، حيث تنافس ضد إد فرحات. كما تعاون مع كيلر تيم بروكس للفوز بنسخة المنطقة من ألقاب بطولة العالم للفرق التابعة للاتحاد الوطني للمصارعة، قبل أن يهزم بوبو برازيل في 8 فبراير 1975، ويفوز ببطولة الولايات المتحدة للاتحاد الوطني للمصارعة.

## الحياة الشخصية
امتلك شريف في السابق مطعمين عرفا باسم "منزل عبد الله للجزر والأضلاع الصينية"، أحدهما في أتلانتا، جورجيا، والآخر في اليابان. كان شريف غالبًا ما يتواجد في المطعم لمقابلة الجماهير والتوقيع لهم. ظهر مطعم شريف في الفيديو الموسيقي لأغنية "اللعنة!" التي أُطلقت في 2003 من مجموعة الهيب هوب الأتلانتاوية YoungBloodZ. كما تم الإشارة إلى المطعم في فيلم ATL عام 2006 خلال مشهد يتجادل فيه ثلاث شخصيات حول حفلة شواء محلية. في 24 يوليو 2016، أعلن شريف عن إغلاق مطعمه في أتلانتا.

## وصلات خارجية
- عبد الله ذا بوتشر على موقع IMDb (الإنجليزية)
- عبد الله ذا بوتشر على موقع قاعدة بيانات الفيلم (الإنجليزية)
- عبد الله ذا بوتشر على موقع دبليو دبليو إي (الإنجليزية)
- عبد الله ذا بوتشر على موقع WrestlingData.com (الإنجليزية)
- عبد الله ذا بوتشر على موقع CageMatch worker (الإنجليزية)
- عبد الله ذا بوتشر على موقع قاعدة بيانات المصارعة على الإنترنت (الإنجليزية)
- عبد الله ذا بوتشر على موقع قاعدة بيانات المصارعة على الإنترنت (الإنجليزية)
- عبد الله ذا بوتشر على موقع عالم المصارعة على الإنترنت (الإنجليزية)
- عبد الله ذا بوتشر على موقع عالم المصارعة على الإنترنت (الإنجليزية)
- WWE Hall of Fame Profile
- Abdullah the Butcher - PuroresuWiki
- Abdullah the Butcher BIO from SLAM! Wrestling
- TRIBUTE PAGES for Abdullah The Butcher